# イオンベーカリー
イオンベーカリー株式会社は、千葉県千葉市美浜区に本社を置くイオングループの製パン会社。イオンのマイカル買収により、2011年3月1日に株式会社マイカルカンテボーレ（店舗ブランド「カンテボーレ」）とイオンベーカリーシステム株式会社（店舗ブランド「パン工場」）が合併して発足した（存続会社はマイカルカンテボーレ）。
全国のイオングループの商業施設でインストアベーカリーを出店し、実店舗・イオンネットスーパーで焼きたてパンを販売する。また「カンテボーレ通販店」として、楽天市場で冷凍パン（菓子パン、惣菜パン、食パン、フランスパン、ロールパンなど）を通信販売している。

## 沿革
- 1998年9月8日 - 株式会社マイカルカンテボーレとして大阪市中央区に設立[1]。
- 2011年3月1日 - イオンベーカリーシステム株式会社と合併、イオンベーカリー株式会社に商号変更[1]。
- 2014年9月1日 - 千葉県千葉市美浜区に本社を移転[1]。

## 店舗ブランド
2021年現在、大半の店舗が「カンテボーレ」ブランドで出店している。各店舗の詳細は、公式サイト「店舗一覧」を参照。

### カンテボーレ（CANTEVOLE）
旧マイカル系列のマイカルカンテボーレの流れを汲む店舗。ブランド名はイタリア語のIncantevole（うっとりするような……）に由来する造語。
マイカルの店舗（サティなど）に出店していた。ベーカリーカフェとして、店内で製造した焼きたてパンを食べられるイートインスペースを併設した店舗もある。
イオンベーカリー発足後に小規模店舗「ピコラカンテボーレ」の展開も開始したが、2021年時点では全店舗が「カンテボーレ」ブランドとなっている。

### パン工場
イオンがマイカルを買収する前から、イオンベーカリーシステムが展開してきた店舗。

### 穂の音（ほのね）
2021年8月現在、錦糸町オリナス店（オリナスコア地下1階）のみ出店。

### カフェレストラン
- グラース・グラーツィア - ベーカリー併設カフェレストラン[1]
  - グラース・グラーツィア潮芦屋 - ライフガーデン潮芦屋